# Julius Hibbert
Julius M. Hibbert, M.D. is een personage uit de The Simpsons. Hij wordt ingesproken door Harry Shearer.
Julius, of Dr. Hibbert zoals de meeste mensen hem noemen, is een dokter in het ziekenhuis van Springfield.

## Oorsprong van het personage
Toen het netwerk Fox The Simpsons verplaatste naar donderdag als tegenhanger van NBC's The Cosby Show, maakten de producers van Dr. Hibbert een parodie op Bill Cosby’s personage Dr. Cliff Huxtable. Hibbert heeft zelfs zijn eigen collectie van gruwelijke truien, net als Dr. Huxtable. Een andere mogelijke invloed op de creatie van het personage is basketbalspeler Julius Erving, die de bijnaam Doctor J. heeft.

## Biografie
Dr. Hibbert is een genie dat is afgestudeerd aan de Johns Hopkins University School of Medicine. Hij is tevens een lid van Mensa en een van de weinige Afro-Amerikaanse personages in de serie die een vaste rol heeft.
Hibbert is minder dom en onhandig dan vele andere personages in de serie, hoewel hij wel de vreemde gewoonte heeft om te lachen op ongewenste momenten. Hij geeft ook van twijfelachtige oplossingen voor bepaalde medische problemen. Hibbert is de vaste dokter van de familie Simpson.
Er zijn hints in de serie dat Dr. Hibbert zich niet verheven acht boven dubieuze medische praktijken. Toen Marge Simpson hem er een keer van weerhield een slecht huis te kopen, beloofde hij haar voortaan pillen te geven, zonder dat zij een recept mee hoefde te brengen.
Hoewel hij op het eerste gezicht overkomt als een vriendelijke en eerlijke man, zijn er bewijzen dat hij diep in zijn hart corrupt en meedogenloos is. In "Homer's Triple Bypass" maakte Hibbert bekend dat Homers hartoperatie $30 000 ging kosten. Toen Homer voor zijn ogen een hartaanval kreeg, leek het hem niets te doen en zei hij enkel dat het nu $40 000 ging kosten. In "The Last Temptation of Homer" runde Hibbert een H.M.O.--Hibbert's Money-Making Organization". Indien een behandeling van een patiënt niet helemaal uitpakt zoals gewenst, probeert hij op elke mogelijke manier te voorkomen dat ze een rechtszaak tegen hem beginnen. Toen Bart bijvoorbeeld doof werd als bijeffect van een medicijn dat Hibbert hem had voorgeschreven, liet Hibbert Homer een formulier ondertekenen wat achteraf een formulier van de rechtbank bleek te zijn waardoor Homer hem niets meer kon maken.
Hibbert wordt vaak gezien in flashbacks (bijvoorbeeld bij de geboorte van Lisa of Barts ongelukken als een peuter). Elke keer heeft hij een andere haarstijl in deze flashbacks; telkens een die aansluit bij de periode waarin de flashback plaats zou vinden.
Dr. Hibbert is getrouwd. Hij en zijn vrouw Bernice hebben ten minste drie kinderen: twee jongens en een meisje. Er zijn geruchten dat Hibbert en Bleeding Gums Murphy lang verloren broers zijn; Hibbert beweerde een keer dat hij een lang verloren broer heeft die jazzmuzikant is, en Murphy hij dat hij een broer heeft die dokter is en op verkeerde momenten lacht. Hibbert lijkt ook sprekend op de directeur van het weeshuis van Shelbyville, die zelf op een persoonlijke zoektocht lijkt te zijn om zijn verloren tweelingbroer terug te vinden.
Er zijn bewijzen in de serie dat Hibbert geboren is in Alabama. Om voor zijn studie te betalen trad hij vroeger vaak op als een mannelijke stripper onder de naam "Malcolm Sex".
Hibbert heeft blijkbaar meerdere auto’s. De enige van deze auto’s die gezien wordt in de serie is een groene Mercedes-Benz G500. Verder heeft hij het in "Bart's Girlfriend" over een Porsche, en in "Homer Loves Flanders" over een station wagon.
Homer Simpson · Marge Simpson · Bart Simpson · Lisa Simpson · Maggie Simpson · Abraham Simpson · Patty en Selma Bouvier · Jacqueline Bouvier · Mona Simpson · Santa's Little Helper · Snowball II · Familie Bouvier
Jasper Beardley · Comic Book Guy · Eddie en Lou · Maude Flanders · Ned Flanders · Professor Frink · Barney Gumble · Julius Hibbert · Lionel Hutz · Eerwaarde Lovejoy · Kapitein Horatio McCallister · Hans Moleman · Bleeding Gums Murphy · Apu Nahasapeemapetilon · Mayor Joe Quimby · Dr. Nick Riviera · Agnes Skinner · Cletus Spuckler · Squeaky Voiced Teen · Disco Stu · Moe Szyslak · Kirk Van Houten · Luann Van Houten · Chief Clancy Wiggum
Gary Chalmers · Rod en Todd Flanders · Jimbo Jones · Kearney · Edna Krabappel · Otto Mann · Nelson Muntz · Martin Prince · Seymour Skinner · Milhouse Van Houten · Ralph Wiggum · Groundskeeper Willie · andere studenten
Montgomery Burns · Carl Carlson · Lenny Leonard · Waylon Smithers
Itchy en Scratchy · Kent Brockman · Krusty de Clown · Troy McClure · Rainier Wolfcastle · Radioactive Man
Snake · Kang & Kodos · Sideshow Bob · Fat Tony
Treehouse of Horror
Bart vs. the World · Bart Simpson's Escape from Camp Deadly · The Simpsons Arcadespel · Bart vs. the Space Mutants · Bart's House of Weirdness ·Bart vs. The Juggernauts · Krusty's Fun House · Bartman Meets Radioactive Man · Bart's Nightmare · The Itchy and Scratchy Game · Virtual Bart · Bart and the Beanstalk · Itchy & Scratchy in Miniature Golf Madness · Cartoon Studio · Virtual Springfield · Night of the Living Treehouse of Horror · Bowling · Wrestling · Road Rage · Skateboarding · Hit & Run · The Simpsons Game · The Simpsons: Tapped Out
The Simpsons · The Simpsons Pinball Party
Strips: Simpsons Comics · Bart Simpson serie · Itchy & Scratchy Comics · Bart Simpson's Treehouse of Horror · Futurama/Simpsons Infinitely Secret Crossover Crisis
Tijdschrift: Simpsons Illustrated
Boeken: Bart Simpson's Guide to Life · Family Album · Library of Wisdom · Complete Guides · Planet Simpson · The Simpsons and Philosophy
Actiefiguurtjes: World of Springfield
The Simpsons Movie
Bankgrap ·
Canyonero · 
D'oh! · 
Duff Beer · 
Schoolbordgrap · 